# Polioptila lactea
Polioptila lactea là một loài chim trong họ Polioptilidae.